# Kovács Péter (bűnöző)
Kovács Péter (Szolnok, 1934. január 11. – Szeged, 1968. december 1.), a sajtóban gyakran martfűi rém néven emlegetett magyar sorozatgyilkos. Kovács a sorozatgyilkosok azon típusához tartozott, akik kéjvágytól vezérelve gyilkoltak. Szolnok megye déli településein az esti órákban magányosan az utcán tartózkodó védtelen nőket támadott meg. Az általa elkövetett gyilkosságsorozathoz kötődik a korabeli magyar bűnüldözés egyik legnagyobb szakmai hibája, egy ártatlan személy elítélése is.

## Az első gyilkosság
Kovács Péter teherautó-vezetőként dolgozott Martfű környékén, ebben a minőségében gyakran megfordult a környékbeli településeken és a nem lakott külterületi részeken is jó terepismerettel rendelkezett, amit a gyilkosságok elkövetése során ki is használt. A kéjsóvár sorozatgyilkosoktól eltérően Kovács átlagosnak mondható, rendezett háttérrel bírt, a saját maga által épített házban élt családjával és munkakerülőként sem tartották számon. 1957. július 22-én este Kovács a Visszaélés c. argentin filmet nézte meg a martfűi moziban. A filmben látható egyik jelenetben egy férfi erőszakosan viselkedett egy nővel szemben. Kovácsot igen felizgatta a filmbéli jelenet, erős vágyat érzett arra, hogy a filmben látottakhoz hasonlóan erőszakosan léphessen fel egy nő ellen. A moziból kijövet a Martfűi Cipőgyár épületkomplexuma felé indult, amelynek kapuján éppen a délutáni műszakot befejező munkásnők léptek ki. Ott felfigyelt egy lányra, aki magányosan indult hazafelé egy Tiszaföldvár felé vezető dűlőúton. Bár nem ismerte a nőt, a közvilágítás nélküli úton kerékpárral utána eredt. A sötét külterületen Kovács rátámadt áldozatára és egy nála lévő vasdarabbal nagy erejű ütést mért a koponyájára. A védekezésre képtelen áldozatot a filmben látott módon megerőszakolta, fojtogatta, majd végül egy vízelvezető árokba rejtette. (A nő halálát végül nem a fojtogatás vagy a fejére mért ütések okozták, hanem fulladás.) Kovács az áldozat elrejtése után hazakerékpározott.
Az áldozat holttestét másnap találták meg a határban dolgozó munkások. A rendőrség gyorsan felderítette az áldozat személyes kapcsolatait és felfigyeltek egy munkahelyi kapcsolatára. A lány ugyanis baráti hangnemű, de még érzelmileg nem eléggé elmélyült kapcsolatot ápolt egy munkatársával, Kirják Jánossal. A rendőrség kihallgatta Kirjákot, aki ellentmondásokba keveredett vallomásában. Az általa a gyilkosság időpontjára bemondott alibit édesanyja nem volt hajlandó igazolni. A nyomozók úgy vélték, hogy Kirják a gyárhoz közeli iskola mellett megvárta a lányt hogy hazakísérhesse, útközben pedig megkérte a kezét, ám a nő elutasító válasza annyira feldühítette, hogy felindultságában végzett vele. A nyomozók egyre határozottabban léptek fel annak érdekében, hogy Kirjákból beismerő vallomást kicsikarva lezárhassák az ügyet és ezzel megnyugtassák a felháborodott martfűi lakosságot. Kirják végül megtört és aláírta beismerő vallomását. (A gyilkosság helyszíni rekonstrukciójakor összeverődött kíváncsiskodó tömegben megjelent Kovács Péter is.) Az ügyészség által előterjesztett bizonyítékok és a beismerő vallomás alapján Kirják Jánost a Szolnok Megyei Bíróság halálra ítélte. Az ítéletet a Legfelsőbb bíróság egy újratárgyalási forduló után enyhítette, így az ártatlan Kirják János a szegedi Csillag börtönben megkezdte életfogytig tartó börtönbüntetésének letöltését.

## Támadások az 1960-as években
Az első gyilkosságot hosszabb ideig nem követte hasonló bűncselekmény Kovács részéről. Ez idő alatt megnősült és házat épített családjának; a családalapítás azonban csak ideig-óráig foglalta le. 1963. november 13-án este rátámadt egy Homok község felé tartó munkásasszonyra; a nőt egy kalapácsütéssel védekezésre képtelenné tette, letépte róla a ruháit, ám az elkezdett gyilkosságot nem tisztázott okok miatt nem tudta befejezni. Az eszméletlen sértettet hamarosan megtalálták, életét a gyors orvosi beavatkozás révén sikerült megmenteni. Fél év múlva, 1964. március 21-én újabb befejezetlen gyilkossági kísérlet történt a környéken, az elkövető ekkor egy magányos járókelő asszonyt támadott meg, az azonban a hátulról a fejére irányzott kalapácsütés elől egy reflexmozdulattal elhajolt, így az erős ütés csak a nyakát érte, és el tudott menekülni.
1964. május 4-én Nagyrév közelében a Tiszában egy nő holttestét találták meg. A holttest igen rossz állapotban volt, a becslés szerint nagyjából egy hónapja lehetett már a vízben. A holttesten nem találtak bűncselekményre utaló jelet, a halál okaként fulladást állapítottak meg. 1965 áprilisában egy tizenéves lány erősen oszlásnak indult tetemét találták meg a Tiszában. A rossz állapotú holttesten ekkor sem tudtak bűncselekményre utaló jelet kimutatni, így arra jutottak, hogy ez a lány vélhetően öngyilkosság áldozata lett. A rendőrökben elsőként ekkor merült fel, hogy a környéken sorozatgyilkos garázdálkodhat, ugyanis több hasonló motívumot találtak a fellelt esetekben. 1965 áprilisában és májusában a hatóságok egy alaposabb felderítést végeztek, melynek során 40 férfi került a látókörükbe, köztük Kovács Péter is. A rendezett családi és munkahelyi háttérrel bíró férfit azonban kizárták a lehetséges elkövetők közül, így ez a vizsgálat eredmény nélkül zárult.

## Lebukása
1967. június 20-án újabb női holttestet találtak, ezúttal Öcsöd közelében a Körös folyóban. A nőt halála előtt olyan durván bántalmazták, hogy koponyája berepedt, testét megcsonkították. Vér és szövetmaradványokat találtak a közeli Körös-híd korlátján is, így feltételezték, hogy a testet a hídról lökték a folyóba. A nyomozók újból megvizsgálták a korábban a környékbeli folyókból kifogott fiatal női holttestek és az öcsödi gyilkosság közötti összefüggés lehetőségét. Az áldozat koponyasérülése miatt felvetődött az öcsödi gyilkosság elkövetője és a hazafelé tartó asszonyokat fejre célzott ütésekkel támadó ismeretlen személy azonossága is. Az öcsödi holttesten a hatóság értékes nyomra bukkant: a köröm alatt apró üvegdarabkát találtak.
A nyomozók látóterébe került Kovács Péter is, akiről megállapították, hogy egy nappal a holttest megtalálása előtt munkahelyi teherautóját saját céljaira felhasználva ún. feketefuvart vállalt sógorával, tehát lehetősége volt a gyilkosság elkövetésére. Az időpontra ugyan Kovács felesége alibit igazolt férjének, ám a nyomozók nem bíztak az asszonyban, így folytatták a felderítő munkát. A Kovács által vezetett vállalati teherautó átvizsgálásakor a sofőrfülkében is üvegszilánkokra bukkantak. Kiderült, hogy Kovács június 19-én véletlenül nekihajtott gépjárművével a cipőgyár bejáratát elzáró láncnak, amely összetörte a teherautó szélvédőjét. A szilánkokat megtalálták Kovács ruházatán is. A nyomozók igyekezete tanúk felkutatása terén is sikert hozott, több szemtanút is találtak, akik együtt látták Kovácsot, annak sógorát és a később áldozattá vált asszonyt egy kocsmában. A kéjgyilkos letartóztatására végül a sógorának kifaggatása után került sor: a sógor bevallotta, hogy együtt szórakoztak az áldozattal, majd Kovácsot és a nőt azzal hagyta magukra, hogy Kovács hazafuvarozza a nőt. Kovács Pétert 1967. augusztus 11-én tartóztatták le. Ekkor a kéjgyilkos még tagadott, de két nappal később beismerte az öcsödi gyilkosságot. Augusztus végére Kovács beismerte a Tiszából kifogott nők meggyilkolását is. 1968 februárjára az ügyészség már azt is tudta, hogy Kovács Péter gyilkolta meg a Martfűi Cipőgyárból hazafelé induló lányt, nem pedig az azért elítélt Kirják János. Kovácsot kapcsolatba hozták egy további gyilkossággal is, ám ezt nem tudták rábizonyítani.
Az ártatlan Kirják Jánost 11 év letöltése után bocsátották szabadon. A négy gyilkosságot és két sikertelen támadást beismerő Kovács Pétert az első fokon eljáró Szolnok megyei Bíróság halálra ítélte, a Legfelsőbb Bíróság pedig jóváhagyta az ítéletet. Az Elnöki Tanács Kovács kegyelmi kérvényét elutasította. A martfűi rémet 1968. december 1-én végezték ki. Feltételezhető, hogy Kovács Péter az ismertté váltakon túl több gyilkosságot is elkövetett, ám a holttestek nem kerültek elő.

## Filmfeldolgozás
- 2015-ben Sopsits Árpád filmet készített Kovács Péterről A martfűi rém címmel, amit Magyarországon 2016. november 10-én mutattak be. Kovács Pétert (a filmben Bognár Pál) Hajduk Károly alakította.[3] A film természetesen nem követi teljesen a valóságot, mivel a nyomozást vezető dr. Barna Bálint nem járt búvárkodni a Körösre, illetve a nyomozás után sem gázolták halálra.[4]
- Kovács Péter esetét dolgozza fel Berkesi András: Ha az igazságra esküdtél című könyve, amiből 1983-ban Hintsch György tévéfilmet forgatott.